# Фарінеллі-кастрат
«Фарінеллі-кастрат» (фр. Farinelli) — біографічний фільм 1994 року про долю відомого співака XVII століття Карло Броскі, поставлений режисером Жераром Корб'є. Стрічка отримала премію «Золотий глобус» як найкращий фільм іноземною мовою, дві премії «Сезар» в категоріях за «Найкраще звукове оформлення» та «Найкращі декорації» (1995) та низку інших кінонагород .

## Синопсис
В центрі сюжету фільми життєва драма відомого у XVIII-му столітті оперного співака Карла Броскі, відомого у мистецькому світі як Фарінеллі. Він виступає з концертами по всій Європі разом зі своїм братом, композитором Ріккардо Броскі, який безпощадно експлуатує талант Карла. Аби зберегти унікальний голос брата, що є запорукою успіху, в тому числі й фінансового, Ріккардо без жодних докорів сумління піддає його кастрації у підлітковому віці.
Карл-Фарінеллі мріє виконувати арії шанованого ним Георга Фрідріха Генделя, але він не може розлучитись зі своїм братом, з яким його поєднують не лише захоплення музикою, а й кохані жінки…

## У ролях
| Актор(ка)                    |   | Роль                           |
| ---------------------------- | - | ------------------------------ |
| Стефано Діонізі              | … | Карло Марія Броскі (Фарінеллі) |
| Енріко Ло Версо              | … | Рікардо Броскі                 |
| Ельза Зільберштейн           | … | Александра                     |
| Єрун Краббе                  | … | Георг Фрідріх Гендель          |
| Каролін Сельє                | … | Маргарет Гантер                |
| Рено Ду Пілу Де Сейнт Ромейн | … | Бенедикт                       |
| Омеро Антонутті              | … | Нікола Порпора                 |
| Маріанн Басле                | … | Графиня Мауер                  |
| П'єр Паоло Каппоні           | … | Броскі                         |
| Грем Валентайн               | … | принц Уельський                |
| Жак Буде                     | … | Філіп V                        |

## Неточності фільму
- Рікардо Броскі, брат Фаринеллі, оперу «Орфей» не писав.
- Фарінеллі ніколи не співав опер Генделя[2], одного дня заспівав декілька арій на приватному прийомі у короля Георга II і на його ж прохання.
- Гендель дійсно слухав спів Фарінеллі в «Театрі Знаті», але ніякого потрясіння він не пережив, швидше, навпаки.

«Дворянський» театр починає оперний сезон вже 28 жовтня, відновленням «Поліфема», потім сезон продовжувався оперою Верачіні «Адріано в Сирії», написаній на лібретто Метастазіо. Про те, який інтерес викликав цей твір, інформує у своєму листі від 25 листопада лорд Герві:
«Якраз зараз я з королем повернувся з позіхання, що тривало чотири години, викликаного щонайдовшою і найнуднішою оперою на світі, яку благородне неуцтво наших нинішніх музичних керівників нав'язало неосвіченій англійській публіці. Драму написав один безіменний дурень, а музику деякий Верачіні, ненормальний, який, щоб показати своє досконале уміння, написав півдюжини дуже поганих партій, і найгірші для Куццоні і Фарінеллі. Але найгірший серед них Сенесіно, який, як якась луна, що заблукала, втратив голос, і окрім одного хіба що тіла нічого не залишилося вже від його колишнього ореолу.

Гендель статечно і дуже гордо сидів в середині ложі партеру, і було видно, що своєю тихою перемогою він посилює агонію цієї нещасної опери; він не помітив, що є таким же ненормальним, внаслідок того що не вигадує, яким ненормальним виставив себе Верачіні, коли написав цю оперу. У цього хлопця [Генделя] більше розуму, більше уміння, більше розсудливості, і він має набагато більшу силу музичного вираження, ніж хто-небудь інший…»— Іштван Барна «Якби Гендель вів щоденник...»

## Цікаві факти
- Саундтрек до кінофільму записав французький барочний оркестр «Ліричні таланти» (Les Talens Lyriques) під управлінням Крістофа Руссе.
- Голос барочного співака діапазоном у 3.5 октави у фільмі «Фарінеллі-кастрат» реконструйовано змішуванням звучання контратенора Дерека Лі Реджіна (Derek Lee Ragin) та жіночого сопрано Еви Малас-Годлевської (Ewa Małas-Godlewska). Верхні ноти, які контратенор був не здатен виконати, були доповнені схожим за тембром жіночим голосом. Однорідності звучання було досягнуто за допомогою цифрової обробки. Цей процес тривав 17 місяців[4].

## Визнання
| Нагороди та номінації фільму „Фарінеллі-кастрат“ | Нагороди та номінації фільму „Фарінеллі-кастрат“ | Нагороди та номінації фільму „Фарінеллі-кастрат“ | Нагороди та номінації фільму „Фарінеллі-кастрат“ | Нагороди та номінації фільму „Фарінеллі-кастрат“ | Нагороди та номінації фільму „Фарінеллі-кастрат“ |
| Рік                                              | Нагорода                                         | Категорія                                        | Номінант                                         | Результат                                        |                                                  |
| ------------------------------------------------ | ------------------------------------------------ | ------------------------------------------------ | ------------------------------------------------ | ------------------------------------------------ | ------------------------------------------------ |
| 1995                                             | Міжнародний кінофестиваль в Палм-Спрінгз         | Приз глядацьких симпатій                         | Жерар Корб'є                                     | Перемога                                         |                                                  |
| 1995                                             | Премія «Сезар»                                   | Найкращі декорації                               | Джанні Кваранта                                  | Перемога                                         |                                                  |
| 1995                                             | Премія «Сезар»                                   | Найкращий звук                                   | Жан-Поль Муґель та Домінік Еннекен               | Номінація                                        |                                                  |
| 1995                                             | Премія «Сезар»                                   | Найкращий дизайн костюмів                        | Ольга Берлуті, Анн де Логардієре                 | Номінація                                        |                                                  |
| 1995                                             | Золотий глобус                                   | Найкращий фільм іноземною мовою                  | Фарінеллі-кастрат                                | Перемога                                         |                                                  |
| 1995                                             | Премія «Оскар»                                   | Найкращий фільм іноземною мовою                  | Фарінеллі-кастрат                                | Номінація                                        |                                                  |
| 1995                                             | Давид ді Донателло                               | Найкращий дизайн костюмів                        | Ольга Берлуті                                    | Перемога                                         |                                                  |
| 1995                                             | Давид ді Донателло                               | Найкращі декорації                               | Джанні Кваранта                                  | Номінація                                        |                                                  |
| 1995                                             | Національна рада кінокритиків США                | Топ іноземних фільмів                            | Фарінеллі-кастрат                                | Перемога                                         |                                                  |
| 1995                                             | Кінофестиваль у Карлових Варах                   | Кришталевий глобус                               | Жерар Корб'є                                     | Номінація                                        |                                                  |